# Andra mexikanska kejsardömet
Andra mexikanska kejsardömet (spanska: Segundo Imperio mexicano) kallas Mexiko under åren 1864–1867. Det skapades med hjälp av Napoleon III av Frankrike, som försökte använda franskt ingripande i Mexiko som ett försök att till viss del återskapa Napoleontidens storhet. Napoleon ville också ha en monarkist allierad i Amerika som kunde fungera som motvikt till USA.
Den enda landet i Amerika som erkände kejsaren i Mexiko var Brasilien.
Officiellt gjorde Frankrike en militär intervention på grund av Mexikos obetalda skulder. Ärkehertig Maximilian av Österrike valdes till potentiell kejsare och han ledde franska invasionen i Mexiko. Ärkehertigen kröntes till kejsaren Maximilian I av Mexiko den 10 juni 1864.
Redan från början hade Frankrike svårigheter i Mexiko: den 5 maj 1862 blev dess armé besegrad i Puebla (som senare började traditionen Cinco de Mayo). Trots detta skickade Napoleon bara mer trupper till Mexiko som sen började bl.a. tortera och slumpmässigt avrätta mexikaner. Mexikanernas motstånd och trycket från USA efter dess inbördeskrig slutade ledde till det att Napoleon behövde dra tillbaka sina trupper från Mexiko år 1867. Under USA:s inbördeskrig försökte Konfederationen börja diplomatiska förhållanden med Mexiko men Maximilian var ovillig.
Fast det kejserliga paret kunde leva lyxigt i huvudstaden Mexico City, var resten av landet splittrat på grund av ett inbördeskrig. Napoleon lyckades också övertyga Maximilian om att hela landet redan hade lugnats ner.
USA:s president Andrew Johnson ville inte förhandla med Maximilians ambassadörer på grund av Monroedoktrinen. Johnson stödde i stället Benito Juaréz som började marschera från Chihuahua till huvudstaden, och utan Frankrikes stöd tog Juaréz över Mexico City. Maximilian ville dock inte abdikera utan tog befälet över armén och fortsatte kampen. Han kapitulerade den 15 maj 1867 i Querétaro. Trots vädjan från bl.a. Victor Hugo och Giuseppe Garibaldi, beslutade Juaréz att inte benåda Maximilian utan avrättade honom den 19 juni 1867.